# Lotus mascaensis
Lotus mascaensis là một loài thực vật có hoa trong họ Đậu. Loài này được Burchard miêu tả khoa học đầu tiên.